# Campeonato Maranhense 1995
In 1995 werd het 76ste Campeonato Maranhense gespeeld voor voetbalclubs uit Braziliaanse staat Maranhão. De competitie werd georganiseerd door de FMF en werd gespeeld van 2 april tot 29 augustus. Maranhão werd kampioen. 

## Eerste Toernooi
| Plaats | Club            | Wed. | W  | G | V  | Saldo | Ptn. |
| ------ | --------------- | ---- | -- | - | -- | ----- | ---- |
| 1.     | Coroatá         | 14   | 11 | 2 | 1  | 27:9  | 35   |
| 2.     | Bacabal         | 14   | 9  | 3 | 2  | 35:13 | 30   |
| 3.     | Maranhão        | 14   | 7  | 3 | 4  | 37:12 | 24   |
| 4.     | Sampaio Corrêa  | 13   | 6  | 2 | 5  | 14:17 | 17   |
| 5.     | Moto Club       | 13   | 3  | 6 | 4  | 12:16 | 15   |
| 6.     | Imperatriz      | 14   | 2  | 6 | 6  | 9:24  | 12   |
| 7.     | Duque de Caxias | 14   | 1  | 6 | 7  | 10:22 | 9    |
| 8.     | Expressinho     | 14   | 1  | 2 | 11 | 9:40  | 5    |

|  | Geplaatst voor finaleronde |

## Tweede toernooi

### Eerste fase

#### Groep São Luís
| Plaats | Club           | Wed. | W | G | V | Saldo | Ptn. |
| ------ | -------------- | ---- | - | - | - | ----- | ---- |
| 1.     | Sampaio Corrêa | 5    | 3 | 1 | 1 | 8:2   | 10   |
| 2.     | Maranhão       | 6    | 2 | 3 | 1 | 6:4   | 9    |
| 3.     | Moto Club      | 6    | 2 | 2 | 2 | 5:6   | 8    |
| 4.     | Expressinho    | 5    | 0 | 2 | 3 | 2:9   | 2    |

|  | Geplaatst voor tweede fase |

#### Groep Interior
| Plaats | Club            | Wed. | W | G | V | Saldo | Ptn. |
| ------ | --------------- | ---- | - | - | - | ----- | ---- |
| 1.     | Bacabal         | 6    | 4 | 0 | 2 | 5:4   | 12   |
| 2.     | Coroatá         | 6    | 3 | 2 | 1 | 8:2   | 11   |
| 3.     | Imperatriz      | 6    | 2 | 1 | 3 | 7:9   | 7    |
| 4.     | Duque de Caxias | 6    | 0 | 3 | 3 | 0:5   | 3    |

|  | Geplaatst voor tweede fase |

### Tweede fase
| Plaats | Club           | Wed. | W | G | V | Saldo | Ptn. |
| ------ | -------------- | ---- | - | - | - | ----- | ---- |
| 1.     | Sampaio Corrêa | 3    | 1 | 2 | 0 | 5:3   | 5    |
| 2.     | Maranhão       | 3    | 1 | 1 | 1 | 2:3   | 4    |
| 3.     | Bacabal        | 3    | 0 | 3 | 0 | 1:1   | 3    |
| 4.     | Coroatá        | 3    | 0 | 2 | 1 | 3:4   | 2    |

|  | Geplaatst voor finaleronde |

## Finaleronde
| Plaats | Club           | Wed. | W | G | V | Saldo | Ptn. |
| ------ | -------------- | ---- | - | - | - | ----- | ---- |
| 1.     | Maranhão       | 6    | 3 | 2 | 1 | 7:5   | 11   |
| 2.     | Coroatá        | 6    | 2 | 3 | 1 | 6:6   | 10   |
| 3.     | Bacabal        | 6    | 2 | 2 | 2 | 10:9  | 8    |
| 4.     | Sampaio Corrêa | 6    | 0 | 3 | 3 | 3:6   | 3    |

|  | Kampioen |

### Kampioen
| Campeonato Maranhense de 1995 |
| Maranhão                      |
| ----------------------------- |
| MARANHÃO Kampioen (11° titel) |